# Rasputița
Rasputița (în rusă Распутица, "mare de noroi") este o perioadă în care drumurile devin impracticabile sau dificil practicabile în Rusia, Belarus și Ucraina. Rasputița apare de 2 ori pe an: toamna (mijlocul lunii octombrie - sfârșitul lunii noiembrie) și primăvara (mijlocul lunii martie - sfârșitul lunii aprilie). Prima provine de la ploi, a doua ca urmare a topirii zăpezii. În regiunile mlaștinoase rasputița este mai puternică. 
Rasputița adeseori „a salvat” Rusia în timpul războaielor. În timpul invaziei mongole în Rusia Kieveană armata invadatoare nu a putut ajunge până la Novgorod, din cauza dezghețului de primăvară.
Rasputița a fost un mare obstacol pentru trupele lui Napoleon în timpul campaniei din 1812. Aceast lucru a influențat puternic viteza de deplasare a armatei sale.
În timpul celui de-al doilea Război Mondial dezghețul a întârziat atacul german asupra Moscovei, din cauza mobilității reduse a trupelor.
În Finlanda, există un fenomen corespuzător denumit rospuutto. Cele mai multe drumuri neasfaltate din Finlanda în timpul dezghețului devin aproape inutilizabile. Rasputița finlandeză are loc în principal primăvara, când zăpada se topește.

## Galerie

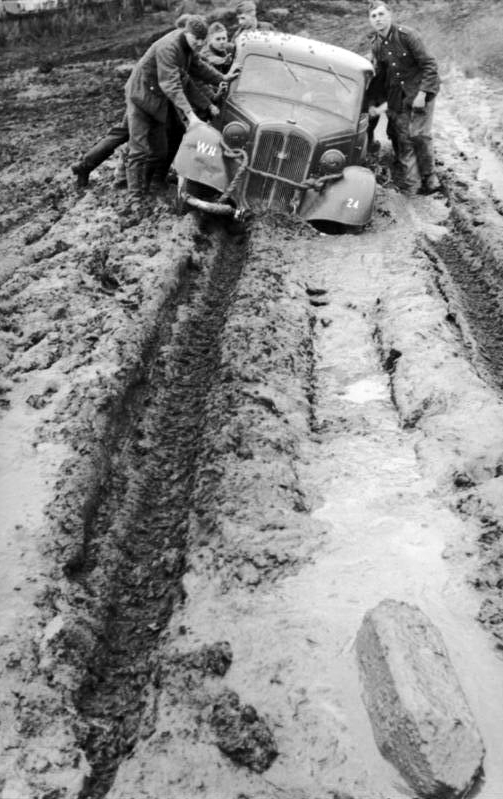
Frontul de răsărit. Soldați germani împingând o mașină blocată în noroi, octombrie 1941.
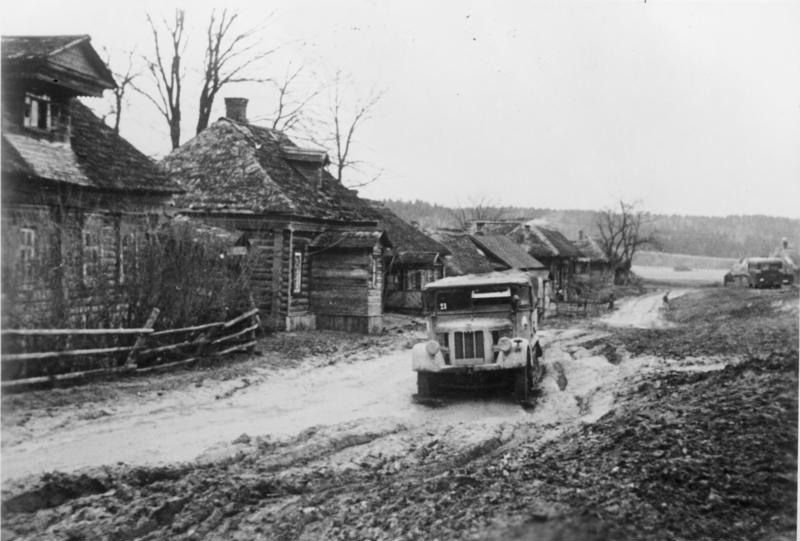
Stradă într-un sat de lângă Moscova, noiembrie 1941.
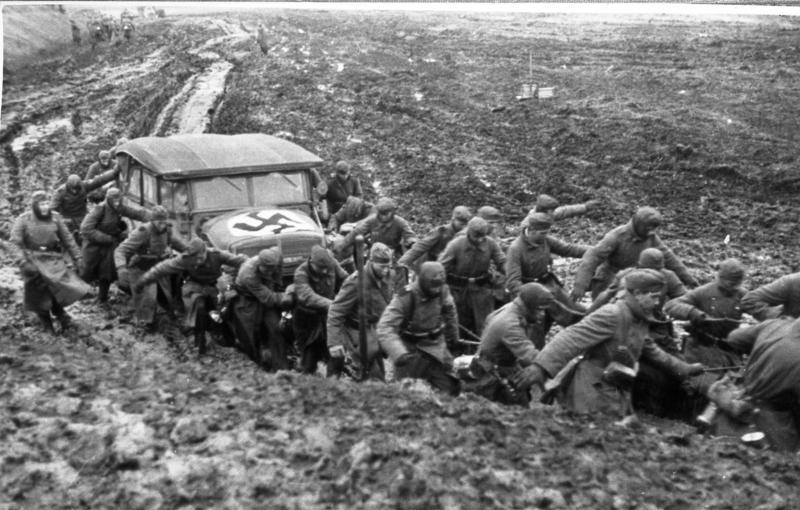
Soldați germani trăgând o mașină din noroi, noiembrie 1941.
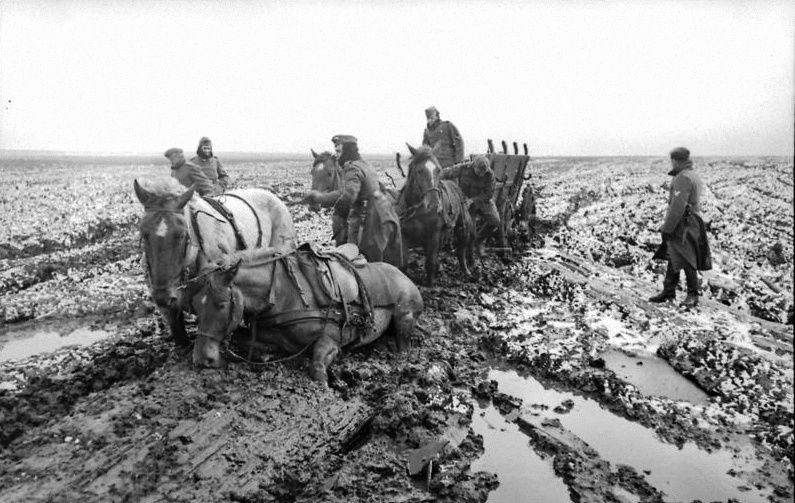
Căruță blocată adânc în noroi, martie 1942.